# Robert Wayne Allard
Robert Wayne Allard (3 de septiembre de 1919 - 25 de marzo de 2003) fue un fitomejorador y genetista de poblaciones de plantas estadounidense.
Es ampliamente considerado como uno de los principales genetistas de poblaciones de plantas del siglo XX. Allard se convirtió en presidente del Departamento de Genética de la Universidad de California en Davis en 1967; fue elegido miembro de la Academia Nacional de Ciencias en 1973 y recibió el Premio a la carrera distinguida DeKalb-Pfizer y el premio Crop Science Science of America. Fue honrado como conferenciante Nilsson-Ehle de la Sociedad Mendeliana de Suecia y como conferenciante Wilhelmine Key de la Asociación Americana de Genética. También se desempeñó como presidente de la Sociedad de Genética de América, la Asociación de Genética Estadounidense y la Sociedad Estadounidense de Naturalistas.
Como presidente del Departamento de Genética de UC Davis, desempeñó un papel importante en la incorporación de Theodosius Dobzhansky y Francisco J. Ayala al Departamento de Genética a principios de la década de 1970. Con G. Ledyard Stebbins allí también, el departamento se volvió preeminente tanto en la evolución vegetal como animal. Formó a 56 estudiantes de doctorado y más de 100 estudiantes de maestría a lo largo de su carrera.

## Biografía

### Educación
Allard entró en la U.C. Davis como estudiante universitario en 1937 y asistió a la Universidad de Wisconsin-Madison para una formación de posgrado. Su trabajo de doctorado fue interrumpido por la Segunda Guerra Mundial, donde se dedicó a la investigación de la guerra biológica. Después de la guerra regresó a U.W. Madison para defender su tesis doctoral sobre citogenética del trigo.

### Carrera
Se incorporó a la facultad de la U.C. Davis en 1946, donde fue contratado como obtentor de plantas en el Departamento de Agronomía. Trabajó en el desarrollo de variedades de habas, además de estudiar la herencia de los polimorfismos de la cubierta de la semilla y la genética básica de esta planta. También trabajó en enfermedades del trigo.
En la década de 1950 también comenzó a investigar en el área de la genética cuantitativa, y en la década de 1960 amplió su uso de plantas experimentales para incluir la cebada.
Además, en este momento publicó quizás su publicación más importante, el libro de 1960 Principles of Plant Breeding ("Principios del fitomejoramiento"), que fue traducido a 17 idiomas y fue el principal libro de fitomejoramiento durante al menos una generación. En 1999 se publicó una segunda edición.
Sus intereses en constante expansión lo llevaron a la genética de poblaciones de plantas, un campo que él mismo fundó esencialmente. Su interés particular estaba en la genética de poblaciones de especies endogámicas, e incluía plantas silvestres como Collinsia, Avena barbata y Avena fatua. Su interés en las especies endogámicas probablemente se debió a sus interacciones con Ledyard Stebbins, quien también estuvo en la U.C. Davis, y había predicho que las poblaciones de plantas silvestres endogámicas deberían estar desprovistas de variación genética. Como criador de plantas que había realizado la selección de especies consanguíneas en plantas cultivadas, Allard sabía que existía una amplia variación genética dentro de las "líneas puras". Es fácil ver cómo se habría intrigado con las especies silvestres endogámicas. Y de hecho, a principios de la década de 1960, trabajó con poblaciones experimentales de trigo, cebada y habas de lima, así como con las plantas silvestres Collinsia, Avena barbata y Avena fatua, investigando una amplia variedad de cuestiones importantes para la genética de poblaciones de especies consanguíneas. Publicó numerosos artículos fundamentales sobre los efectos de los sistemas de apareamiento, la selección, las interacciones gen-ambiente, el desequilibrio de ligamiento y la deriva genética sobre la variación genética de las poblaciones de plantas endogámicas.
A partir de la última parte de la década de 1960 y hasta el final de su carrera, Allard y sus colaboradores se enfocaron principalmente en una nueva área para su laboratorio, la de la genética ecológica, particularmente en la planta Avena barbata. Este trabajo contó con una gran ayuda a fines de la década de 1960 y durante las décadas de 1970 y 1980 mediante el uso de marcadores moleculares conocidos como isoenzimas combinados con la genética cuantitativa tradicional y los rasgos morfológicos de un solo marcador, así como técnicas moleculares más avanzadas a medida que estos se encontraban disponibles en la actualidad.
 1980 y 1990 y se aplicaron a Avena barbata y otras especies como cebada y pinos silvestres y cultivados.
Un tema primordial del trabajo de toda la vida de Allard fue la demostración de "combinaciones epistáticas favorables de alelos de diferentes loci", o complejos de genes multilocus en plantas silvestres y cultivadas que se ensamblaron y se adaptaron a hábitats específicos. Para ilustrar este tema, sus dos últimos artículos se centraron en dos especies endogámicas (la avena silvestre delgada Avena barbata y la cebada Hordeum vulgare) y una especie cruzada, el maíz (maíz Zea).